# David Smith (beeldhouwer)
David Roland Smith (Decatur (Indiana), 9 maart 1906 - Bennington (Vermont), 23 mei 1965) was een Amerikaanse abstract expressionistische beeldhouwer, bekend geworden om zijn grote stalen geometrisch-abstracte sculpturen.

## Biografie
David Smith studeerde aan de Ohio University en de University of Notre Dame, maar werd een drop-out en ging als lasser werken aan de productielijn van een automobielfabriek in South Bend, Indiana. Nog later, in 1927, sloot hij zich aan bij de Art Students League of New York. Daar ontdekte hij de werken van Picasso, Piet Mondriaan, Kandinsky, en de Russische Constructivisten. Hij raakte bevriend met Arshile Gorky, Willem de Kooning, Jan Matulka en Jackson Pollock.
Diep beïnvloed door de gelaste metalen sculpturen van Julio González en Picasso, ging Smith zich geheel wijden aan metalen sculpturen, het assembleren van staal en materialen van de schroothoop.
In 1927 trad hij in het huwelijk met zijn medestudent Dorothy Dehner, die hij in 1926 had leren kennen als kamerhuurder in hetzelfde pand waar hij woonde en met wie hij de lessen aan de Art Students League volgde. Gedurende de zomermaanden van 1929 en 1930 bezochten Smith en Dehner Bolton Landing, een oord in Bolton in de staat New York, waar zij een vervallen huis/atelier kochten. Zij bleven nog tot 1940 Bolton Landing in de zomer en de herfst bezoeken en vestigden zich er definitief in 1941. Haar eigen kunstenaarschap geraakte hierdoor op de achtergrond. Het huwelijk strandde in 1950 en na de scheiding in 1952 hervatte zij weer haar werkzaamheden als kunstenaar.
Smith had in 1941 zijn Terminal Iron Works atelier gevestigd in Bolton Landing. Op langere termijn stelde dit hem in staat het formaat van zijn lassculpturen aan te passen, zelfs installaties te bouwen die steeds groter werden naarmate de tijd passeerde. Het Museum of Modern Art kocht in 1943 een eerste werk van Smith, te weten Head uit 1938. Na de Tweede Wereldoorlog en het daarmee gepaard gaande materiaaltekort produceerde Smith, vooral na 1950, een ware stortvloed van nieuwe werken. De Solomon R. Guggenheim Foundation gaf Smith een beurs, verloste hem van zijn financiële verplichtingen, waardoor hij meer tijd had om te beeldhouwen. Het stelde Smith bovendien in staat grotere en meer uitgesproken werken te creëren en die bovendien in serie te maken. De eerste series waren: Agricola (1951-1957) en Tanktotem (1952-1960).
In 1957 presenteerde het Museum of Modern Art in New York een retrospectieve tentoonstelling van Smith, compleet met werken vanaf 1932. In 1961 organiseerde hetzelfde museum een grote reizende tentoonstelling die alle grote musea in de wereld aandeed. Smith was met werk vertegenwoordigd op de navolgende exposities van documenta in Kassel: II (1959) en III (1964), alsmede postuum 4 (1968) en 6 (1977).
David Smith heeft wereldfaam verworven met zijn in serie gemaakte en zich thans in vele musea over de hele wereld bevindende werken met titels als:

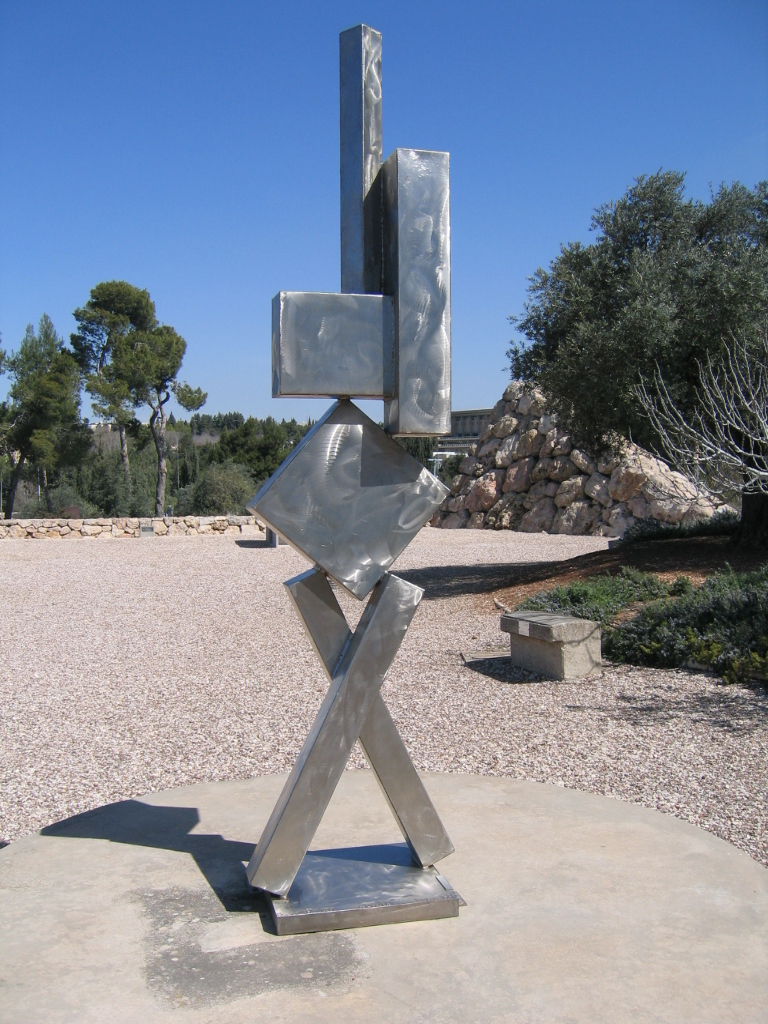
Cubi VI, Billy Rose Art Garden/Jeruzalem

- Agricola
- Circle
- Cubi
- Forging
- Sentinel
- Tanktotem
- Voltri
- Voltron
- Wagons

## Belangrijke werken

### Cubi
Hij begon zijn Cubi serie (monumentale, geometrische, stalen beelden) in 1961. Zij worden beschouwd als sommige van de belangrijkste werken van de 20ste-eeuwse Amerikaanse beeldhouwkunst. Juist toen, op het hoogtepunt van zijn invloed als kunstenaar en nog werkend aan Cubi, stierf hij bij een auto-ongeluk in de buurt van Bennington, Vermont op 23 mei 1965.
Cubi XXVIII, door Smith in 1965 gemaakt en gehuisvest in het Guggenheim Museum, werd op 9 november 2005 op een veiling van moderne en hedendaagse kunst van Sotheby's in New York verkocht voor het hoogste bedrag ooit voor een beeldhouwwerk van $23.8 miljoen aan een kunsthandelaar, die optrad namens kunsthandelaar Eli Broad.
- Cubi XVII,[3] Guggenheim Collection
- Cubi XI,[4] National Gallery of Art in Washington D.C.

### Voltri
David Smith werkte in de periode 1962 tot 1963 in Italië. Hij kreeg van de Italiaanse regering de opdracht twee sculpturen te vervaardigen voor de expositie Festival of Two Worlds in Spoleto. In een verlaten staalfabriek, de ILVA di Voltri in Voltri (een voorstad van de Italiaanse stad Genua), creëerde hij van een partij achtergelaten staal in dertig dagen een serie van 27 sculpturen die hij de naam gaf van deze stad. Een grote partij staal nam hij bovendien mee terug naar de Verenigde Staten.
De sculptuur Voltri IV (1962) werd in 1966 aangekocht door het Kröller-Müller Museum in Otterlo.